# ブリブリ
ブライブライ(Bli Bli）は、オーストラリア、クイーンズランド州のサンシャイン・コースト大都市圏にある小さなコミュニティ。州都ブリスベンから北へ104km、マルーチーから内陸へ数キロ入った湿地帯に位置し、サンシャイン・コースト一帯のサトウキビ生産の拠点になっているが、現代ではサトウキビ生産という産業は時代遅れになっており、州政府はこれ以上の開発をさせず「緑の地」を守るために法律を制定した。
1970年代初頭から現代に至るまで、村で最も有名なものは観光名所として建てられた「おとぎ話の城」である。城には大きな人形が展示され中世の道具が所蔵されているほか、軽食店もある。今日ブリブリは小さな住宅街になっているが、すぐ近くにはマルーチドアのサンシャイン広場やムジンバ・ビーチ、ブルース・ハイウェイなどがある。